# 塞尔丘克·詹
塞尔丘克·詹（土耳其語：Selçuk Can，1995年8月10日—），土耳其男子摔跤运动员。他曾代表土耳其参加贝尔格莱德举行的2022年世界摔跤锦标赛，获得男子古典式72公斤级铜牌。